# Cryo Interactive
Cryo Interactive Entertainment — разработчик и издатель компьютерных игр, основанная в 1992 году. Неофициально существовала с 1989 года в виде группы разработчиков под именем Cryo.

## История
Cryo была сформирована из членов ERE Informatique, которые ушли из Infogrames (владелец ERE с 1986 года). Среди них были: Philippe Ulrich, Remi Herbulot и Jean-Martial Lefranc.
Первой игрой, разработанной Cryo Interactive, стала Dune. Её успех обеспечил молодой компании и известность, и финансирование дальнейших игр, которые издавались Virgin до 1996 года. В этом же году Cryo начала издавать свои игры на европейском рынке самостоятельно, а в Северной Америке — через канадского издателя DreamCatcher Interactive, активами которого частично владела.
Cryo стала известной благодаря, в основном, адаптациям уже существующих сюжетов. Например, были использованы сюжеты научно-фантастических произведений: «Мир Реки» — писателя Филипа Хосе Фармера и «Убик» (англ. Ubik) — писателя Филипа Дика, и сюжеты, основанные на исторических событиях. Например, игра KGB, действия в которой происходят незадолго до краха Советского Союза; игры, базирующиеся на истории Древнего Египта, китайской династии Цин или французского короля Людовика XIV. Для некоторых игр использовался движок Cryo Omni3D.
Хотя большинство игр, выпущенных после сотрудничества с Virgin, справилось с задачей соответствия оригинальному окружающему миру (или историческому периоду), недостаточно проработанные интерфейсы игр и, также, слабое продвижение продукции не позволили компании получить от них большую прибыль.
В 2002 году, вскоре после выхода неудачной игры Frank Herbert’s Dune, ситуация в Cryo стала неприемлемой и компания объявила о банкротстве. По иронии судьбы, после долгих переговоров, большая часть активов и разработчиков Cryo Interactive были поглощены DreamCatcher Interactive (основа DreamCatcher Europe).
В 2003 году сотрудники компании стали сооснователями студии разработок игр Kheops Studio.
В 2008 компания Microïds приобрела бренд и права на интеллектуальную собственность Cryo, заявив что будет делать новые игры и распространять старые игры Cryo.

## Игры

### Разработанные и изданные
- 360: Three Sixty (1999) (PlayStation)
- The 3rd Millennium (1997) (Windows)
- Black Moon Chronicles (1999) (Windows)
- Deo Gratias (2001) (Windows)
- Dreams: to Reality (1997) (MS-DOS, PlayStation, Windows)
- Egypt 1156 B.C.: Tomb of the Pharaoh (1997) (PlayStation, Windows)
- Egypt II: The Heliopolis Prophecy (2000) (PlayStation, Windows)
- Foot Quiz Challenge (2002) (Windows)
- The Guardians of Darkness (1999) (PlayStation, Windows)
- Hellboy: Dogs of the Night (2000) (PlayStation, Windows)
- The New Adventures of the Time Machine (2000) (Windows)
- Odyssey: The Search for Ulysses (2000) (Windows)
- Pax Corpus (1997) (PlayStation, Windows)
- Persian Wars (2001) (Windows)
- Riverworld (1998) (Windows)
- The Sacred Amulet (1999) (PlayStation, Windows); также известна, как Aztec
- Saga: Rage of the Vikings (1999) (Windows)
- Ubik (1998) (PlayStation, Windows)
- Virus: It Is Aware (1999) (PlayStation)
- Zero Zone (1998) (Windows)

### Только разработанные
- Aliens: A Comic Book Adventure (1995) (MS-DOS)
- Arthur's Knights: Tales of Chivalry (2000) (Windows)
- Arthur's Knights II: The Secret of Merlin (2001) (Windows)
- Atlantis: The Lost Tales (1997) (MS-DOS, PlayStation, Sega Saturn)
- Atlantis II (1999) (Macintosh, Windows); в Северной Америке известна также, как Beyond Atlantis
- Atlantis III: The New World (2001) (PlayStation 2, Windows); в Северной Америке известна также, как Beyond Atlantis 2
- Big Bug Bang (1996) (MS-DOS); сиквел Commander Blood
- China: The Forbidden City (1998) (PlayStation, Windows)
- Commander Blood (1994) (MS-DOS); сиквел Captain Blood
- Curse of Atlantis: Thorgal's Quest (2002) (Windows)
- Dragon Lore (1994) (3DO, MS-DOS)
- Dragon Lore II (1996) (MS-DOS, Windows)
- Dune (1992) (Amiga, MS-DOS, Sega CD)
- Extase (1991) (Amiga, Atari ST, MS-DOS)
- Frank Herbert's Dune (2001) (PlayStation 2, Windows)
- Hard Boiled (1998) (PlayStation)
- Hardline[англ.] (1996) (MS-DOS)
- Jekyll and Hyde (2001) (Windows)
- KGB (1992) (Amiga, MS-DOS); в версии MS-DOS CD-ROM также известна, как Conspiracy
- Lost Eden (1995) (3DO, Macintosh, CD-i, MS-DOS)
- MegaRace (1993) (3DO, MS-DOS, Sega CD)
- MegaRace 2 (1996) (MS-DOS)
- MegaRace: MR3 - Nanotech Disaster (2001) (PlayStation 2, Windows)
- Monsterville (2002) (Windows)
- The Mystery of the Nautilus (2002) (Windows)
- Necronomicon: The Dawning of Darkness (2001) (PlayStation, Windows)
- The New Adventures of the Time Machine (2000) (Windows)
- Pink Panther: Pinkadelic Pursuit (2002) (Game Boy Advance, PlayStation, Windows)
- The Raven Project (1995) (MS-DOS, PlayStation)
- Salammbo: Battle for Carthage (2003) (Windows); закончена после банкротства
- Timecop (1995) (SNES)
- Treasure Hunter (1997) (Windows)
- Versailles 1685 (1997) (PlayStation, Windows)
- Versailles II (2002) (Windows)
- Woody Woodpecker: Escape from Buzz Buzzard Park (2001) (PlayStation 2, Windows)

### Только изданные
- Agassi Tennis Generation (2002) (PlayStation 2, Windows)
- Asterix & Obelix Take on Caesar (1999) (PlayStation, Windows)
- Egypte Kids (2001) (Windows)
- FireTeam (1999) (Windows)
- From Dusk till Dawn (2001) (Windows)
- The Devil Inside (2000) (Windows)
- The Gift (2000) (PlayStation 2, Windows); также известна, как Gifty
- Hopkins FBI (1998) (Windows); только французский релиз
- Jerusalem: The Three Roads to the Holy Land (2002) (Windows)
- Mankind (1998) (Windows)
- Millennium Racer: Y2K Fighters (1999) (Windows)
- Money Mad (2000) (Windows)
- Ring: The Legend of the Nibelungen (1999) (Windows)
- Roland Garros French Open 2000 (2000) (Game Boy Color, Windows)
- Roland Garros French Open 2001 (2001) (PlayStation, Windows)
- Scotland Yard (1998) (Windows)
- Stealth Combat (2002) (Windows)
- The Shadow of Zorro (2003) (PlayStation 2, Windows)
- Timescape: Journey to Pompeii (2002) (Windows); также известна, как Pompei: The Legend of Vesuvius